# Dioscoridillo
Dioscoridillo es un género de crustáceo isópodo terrestre de la familia Eubelidae.

## Especies
Las especies de este género son:
- Dioscoridillo cavicolus
- Dioscoridillo melanoleucos
- Dioscoridillo montanus
- Dioscoridillo pubescens